# Klíčany
Klíčany (deutsch Klitschan) ist eine Gemeinde in Tschechien. Sie liegt zehn Kilometer südöstlich von Kralupy nad Vltavou (  Kralup an der Moldau) und gehört zum Okres Praha-východ.

## Geographie

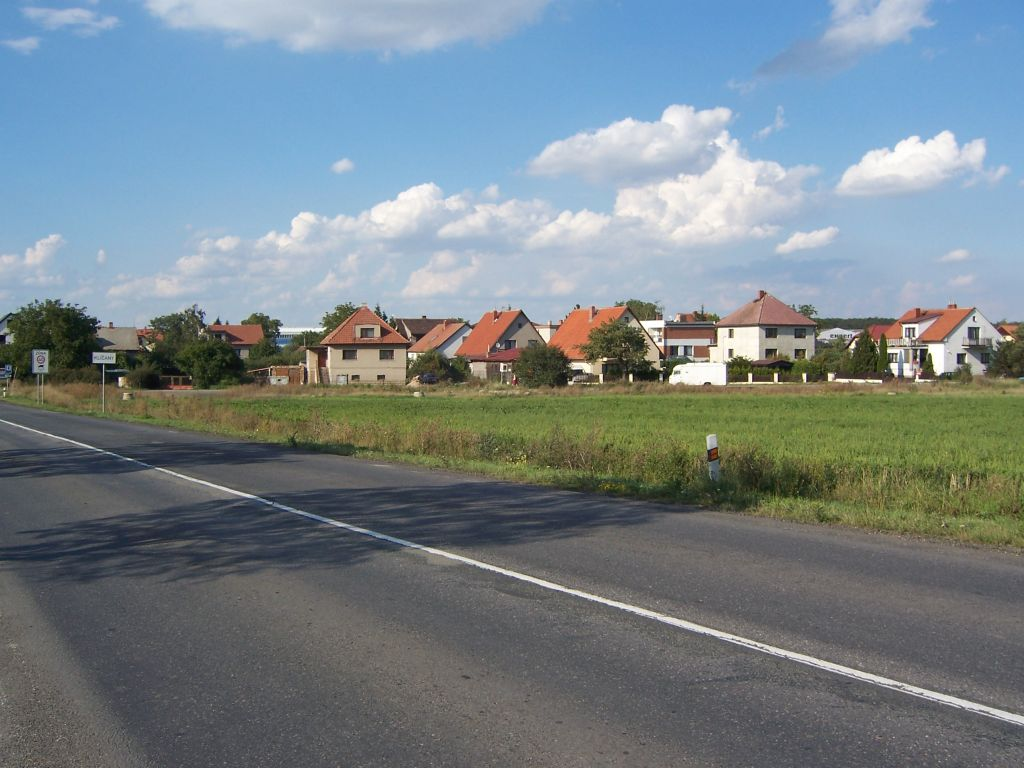
Ortsansicht

Klíčany befindet sich rechtsseitig der Moldau auf der Böhmischen Tafel auf einer Kuppe im Quellgebiet des Máslovický potok. Südöstlich erhebt sich der Beckov (305 m). Östlich verläuft die Autobahn D 8/E 55 von Lovosice nach Prag, die nächstgelegene Abfahrt ist Zdiby.
Nachbarorte sind Dolínek und Panenské Břežany im Norden, Baštěk und Bašť im Osten, Líbeznice und Sedlec im Südosten, Zdibsko und Klecany im Süden, Husinec und Větrušice im Südwesten, Drasty, Hoštice und Vodochody im Westen sowie Postřižín im Nordwesten.

## Geschichte
Die erste schriftliche Erwähnung von Klíčany stammt aus dem Jahre 1380.
Nach der Aufhebung der Grundherrschaften bildete Klitschan ab 1850 eine Gemeinde im Bezirk Karlín. Ab 1928 gehörte die Gemeinde zum Bezirk Praha-venkov. Ab 1946 kam die Gemeinde zum Okres Praha-sever und seit 1961 gehört sie zum Okres Praha-východ. 1948 wurde die „Erbengemeinschaft Josef Stejskal, Zdiby“ enteignet und deren Besitz verstaatlicht.

## Gemeindegliederung
Für die Gemeinde Klíčany sind keine Ortsteile ausgewiesen.

## Sehenswürdigkeiten
- Glockenturm, erbaut 1744